# Aethionema cephalanthum
Aethionema cephalanthum là một loài thực vật có hoa trong họ Cải. Loài này được (Bornm.) Bornm. mô tả khoa học đầu tiên năm 1911.